# 阿贝伦斯特拉体育场

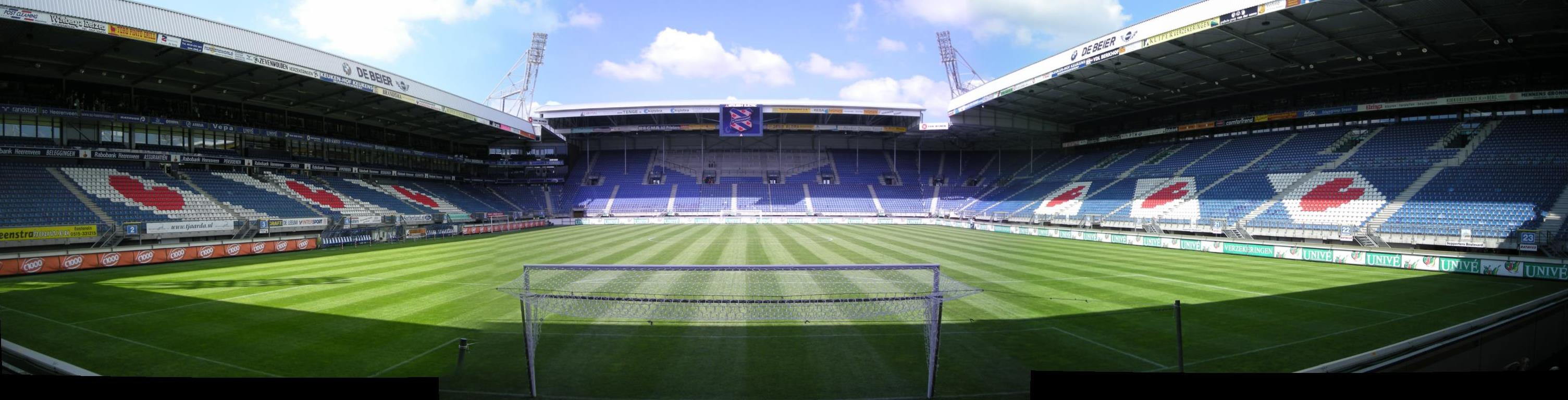
阿贝伦斯特拉体育场

阿贝伦斯特拉体育场（Abe Lenstra Stadion），是荷兰弗里斯蘭省海伦芬市的一个体育场。目前，主要作为海伦芬队的主场。主场观众容量26,100。该体育场得名于阿贝·伦斯特拉，他被认为是海伦芬队历史上最出色的球员。